# Raja Club Athletic
Il Raja Club Athletic, abbreviato in Raja CA o RCA (in arabo نادي الرجاء الرياضي, in berbero ⵔⴰⵊⴰ ⵏ ⵜⴷⴷⴰⵔⵜ ⵜⵓⵎⵍⵉⵍⵜ), noto come Raja Casablanca, è una società polisportiva marocchina di Casablanca, nota principalmente per la sua sezione calcistica, militante nella Botola 1 Pro, la massima serie del campionato nazionale. Gioca le partite casalinghe allo stadio Mohamed V di Casablanca (67 000 posti).
Il club fu fondato nel 1949 dalla resistenza marocchina come segno di emancipazione dal dominio francese e come punto di riferimento per i giovani marocchini appartenenti alla classe operaia.
Per molti anni il Raja Casablanca, che continua ad essere reputata la squadra della classe operaia, ha saputo esprimere un calcio divertente, ma senza riuscire a raggiungere successi di rilievo. Nella seconda metà degli anni novanta il club si è evoluto in un sodalizio maggiormente professionistico, capace di vincere numerosi trofei nazionali e internazionali. È una delle squadre marocchine più titolate, avendo vinto in patria 13 campionati e 9 coppe nazionali e, in ambito internazionale, 3 Champions League africane, 2 Champions League arabe, 2 Supercoppe CAF, una Coppa CAF, 2 Coppe della Confederazione CAF, una Coppa dei Campioni afro-asiatica e una Coppa del Nordafrica. Nel 2000 è stato il primo club della confederazione calcistica africana a partecipare al campionato mondiale per club, mentre nel 2013 è diventata la seconda squadra africana ad accedere alla finale della Coppa del mondo per club, dopo il TP Mazembe nel 2010, e la prima a farlo da campione nazionale del paese ospitante, dopo il Corinthians nell'edizione inaugurale del 2000.
Insieme ai rivali cittadini del Wydad Casablanca, squadra con cui disputa il derby di Casablanca, il Raja è una delle due squadre che hanno partecipato a tutte le edizioni del massimo campionato marocchino.

## Storia

### 1949-1956: la nascita del Raja
Il Raja Casablanca fu fondato il 20 marzo 1949 dalla resistenza marocchina, in particolare dal presidente onorario Moulay Sassi Ben Ahmed El Alaoui Aboudarka, dal capo del sindacato dell'Union marocaine du travail Mahjoub Ben Seddik, oltre al presidente dell'Union des Avocats Arabes et ex primo ministro Mohamed Maâti Bouabid. Boujemaa Kadri era il responsabile dell'organizzazione amministrativa, mentre altre personalità chiave per la fondazione del club furono Tibari, Salah Medkouri, Mustapha Chemseddine, Karim Hajjaj, Si Ahmed Skalli Haddaoui, Choukri, Daoudi, Hachmi Nejjar, Mohamed Charfaoui, Laachfoubi El Bouazzaoui, Abdelkader Jalal, Naoui e altri intellettuali e cittadini marocchini radunati da Hmidou El Watani, proprietario del caffè Al Watan a Derb Sultan.
Dopo diversi tentativi di trovare un nome degno di rappresentare tutti i marocchini fu scelto il nome Raja (speranza). Il divieto di affidare la presidenza a un marocchino fu aggirato lasciando per sei mesi l'incarico ad un algerino di cittadinanza francese, Ben Abadji Hejji, e le autorità francesi furono costrette ad accettare.
Nel 1949 il Raja costituito solo da calciatori marocchini cominciò il suo primo anno in Division d'Honneur e raggiunse la prima divisione nel 1951. Il primo allenatore fu Kacem Kassimi.

### 1956-1959: il debutto dopo l'indipendenza
Dopo l'indipendenza del Marocco, nel 1956 nacque la FRMF, che organizzò la Coppa dell'indipendenza per decidere dove piazzare i 310 club affiliati. Il Raja arrivò agli ottavi guadagnandosi il diritto di partecipare alla massima serie.
La prima stagione si chiuse al decimo posto, mentre negli anni successivi il club si piazzò settimo e quarto. Nella stagione 1959-1960 ci furono pesanti polemiche sulla decisione della FRMF, che decise di disputare un triangolare per assegnare il titolo che avrebbe dovuto essere del Raja, squadra che, in segno di protesta, decise di non partecipare al torneo.

### 1960-1973: ancora senza trionfi
Il Raja si piazzò quinto nella stagione 1960-1961, cui seguì un settimo posto. Nella stagione 1962-1963 si piazzò terzo, mentre nella stagione successiva si salvò dalla retrocessione arrivando dodicesimo. In coppa, invece, il Raja arrivò per la prima volta in finale, per poi perdere contro il Kawkab Marrakech; la stagione seguente si chiuse con il secondo posto. La stagione 1966-1967 finì col terzo posto e la seconda finale di coppa persa contro il Racing Casablanca.

### 1974-1989: i primi titoli nazionali e il trionfo internazionale
Nel 1974 il Raja mise in bacheca il primo titolo, battendo in finale di Coppa di Marocco il MAS Fes. Successivamente vincerà anche le edizioni del 1977 e del 1982 del torneo, contro Difaa el Jadida e KAC Kenitra.
Per vincere il suo primo campionato dovette aspettare il 1988, quando concluse al primo posto in classifica con 63 punti (+2 sul Kawkab Marrakech). Un anno dopo il Raja vinse per la prima volta la Coppa dei Campioni d'Africa. Dopo aver eliminato Port Gentil, Inter Club e Tonerre Yaoundé, il club di Casablanca trovò in finale gli algerini dell'MC Oran. Entrambe le partite si conclusero con il punteggio di 1-0 per i rispettivi padroni di casa e il Raja vinse per 4-2 ai tiri di rigore.

### 1990-1995: la fusione con l'Olympique
Nella stagione 1990-1991 il club arrivò nono in campionato, per poi piazzarsi secondo nei successivi due campionati e subire una sconfitta in finale di coppa nazionale contro l'Olympique Casablanca: proprio con questo club il Raja si fo     nderà nel 1995, in modo da recuperare alcuni giocatori.

### 1996-2006: dominio africano
Tra il 1996 ed il 2001 il Raja vinse sei campionati consecutivi (record); a questo dominio nazionale corrispose l'affermazione internazionale del 1997, quando il club si aggiudicò per la seconda volta la CAF Champions League superando l'Ashanti Gold in finale, dopo aver eliminato SONACONS, Mbilinga, USM Alger, Primeiro de Agosto e Orlando Pirates, ma perse la Supercoppa d'Africa contro i tunisini dell'Étoile du Sahel. Nel 1998 si aggiudicò la Coppa dei Campioni afro-asiatica battendo per 3-2 i sudcoreani del Pohang Steelers.
Nel 1999 il Raja visse l'anno migliore della propria storia, vincendo per la terza volta la CAF Champions League, grazie al successo ai tiri di rigore al termine della doppia finale con l'Espérance, e la Supercoppa CAF (2-0 contro l'Africa Sports). Nel 2000 partecipò alla prima edizione della Coppa del mondo per club FIFA, dove perse tutte e tre le partite, contro Corinthians (0-2), Real Madrid (2-3) e Al-Nassr (3-4).
Agli albori del nuovo millennio il club ottenne altri trofei: due coppe nazionali (2002 e 2005), la Coppa CAF nel 2003 (2-0 in finale contro il Cotonsport Garoua), il campionato nazionale (2004) e la Champions League araba nel 2006 (3-1 in finale contro l'ENPPI).

### 2007-2012: declino e instabilità

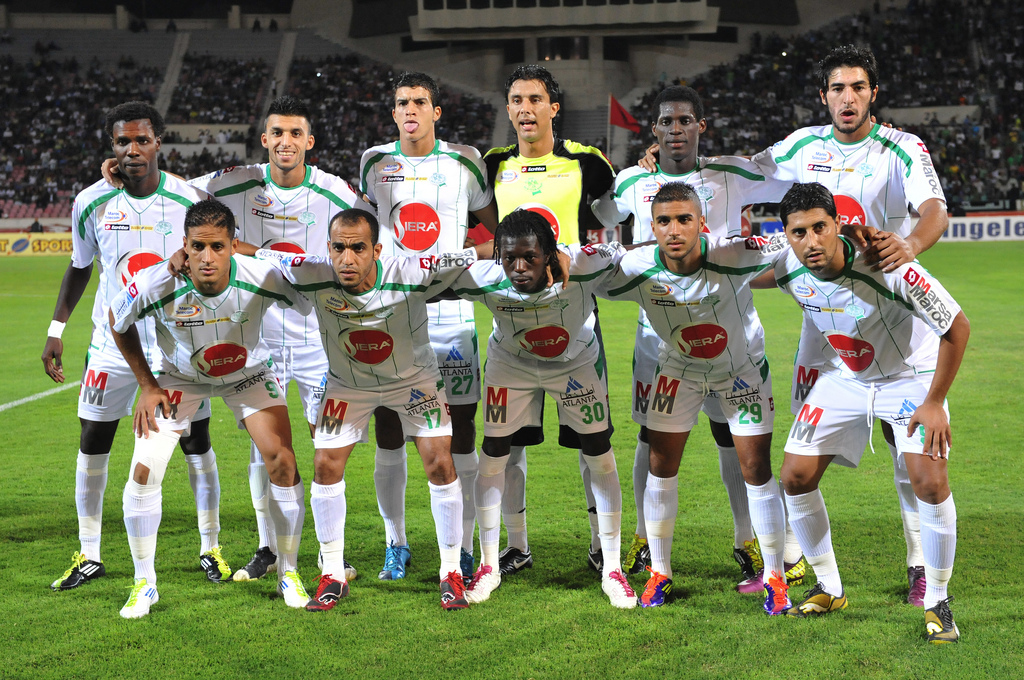
Una formazione del Raja Casablanca nella stagione 2011-2012

Verso la fine del 2006 il club vede i suoi giocatori più rappresentativi andarsene, ciò porta a una stagione disastrosa chiusa all'undicesimo posto, trovandosi in una situazione difficile il Raja decise di puntare ancora una volta sui giovani concludendo la stagione successiva con un sorprendente terzo posto.
Rinforzato dall'arrivo di nuovi giocatori il Raja vinse il campionato nel 2009, ma nella stagione seguente il club perde il titolo all'ultima giornata e viene eliminato ai sedicesimi di CAF Champions League contro il Petro Atletico (1-1 in casa e 0-1 in trasferta).
Nell'estate del 2010 il ritorno del vecchio presidente Hanat porta il club a un reclutamento di massa ottenendo la vittoria del decimo campionato nazionale e il raggiungimento dei quarti di finale in CAF Champions League; la stagione successiva è però terribile per il Raja che chiude quarto in campionato e ai sedicesimi di CAF Champions League con il Berekum Chelsea (0-5 in trasferta e 3-0 in casa).

### 2013-2016: rinascita
Dopo una grande ondata di proteste, Hanat si dimette dalla carica di presidente ed è sostituito da Mohamed Boudrika, che promette un ritorno ai fasti del passato.
Il 18 novembre 2012 il Raja vince la coppa nazionale contro il FAR Rabat (0-0 dopo i tempi supplementari, 5-4 dopo i tiri di rigore), mentre il 25 maggio 2013 vince il suo undicesimo titolo nazionale.
L'annata 2013-2014 in patria non è positiva per la formazione di Casablanca, che perde alcune partite importanti, come la finale della Coppa del Trono vinta dal Difaâ El Jadida ai tiri di rigore, e si fa superare dalle avversarie, chiudendo al quinto posto il campionato. Ciononostante, in ambito internazionale la compagine biancoverde ottiene un traguardo importante. L'11 dicembre 2013, nella prima partita della Coppa del mondo per club FIFA disputata in casa, cui il Raja partecipa in quanto detentore del titolo nazionale del paese ospitante, batte per 2-1 i neozelandesi dell'Auckland City nel play-off. La squadra vince anche la seconda partita (2-1) contro i messicani del Monterrey, valida per la qualificazione alle semifinali. Battendo i brasiliani dell'Atlético Mineiro per 3-1, i marocchini si qualificano poi alla finale contro i campioni d'Europa del Bayern Monaco, diventando la seconda squadra africana nella storia a riuscire nell'impresa dopo il Mazembe, che nel 2010 era giunto a disputare la finale della Coppa del mondo contro l'Inter. La partita terminerà con il punteggio di 2-0 in favore dei tedeschi.
Nel marzo 2016 i tifosi della squadra si abbandonano a gravi intemperanze nel corso del match contro il Chabab Rif Al Hoceima: il bilancio degli scontri è di 2 morti e 54 feriti.

### 2016-2018: crisi
Dopo l'abbandono del presidente Mohamed Boudrika alla fine della stagione 2015-2016, si insedia Said Hasbane, che rende subito pubblica la situazione di crisi economica del club.
Il 10 agosto 2016 viene congedato Rachid Taoussi e al suo posto viene ingaggiato l'allenatore Mohamed Fakhir, che torna per una terza gestione sulla panchina della squadra, che tuttavia concluderà il campionato al terzo posto, pur avendo a lungo comandato la classifica.
Nell'estate del 2017 i problemi finanziari del Raja si aggravano e causano le roventi proteste dei tifosi, che chiedono a gran voce le dimissioni del presidente. La situazione di difficoltà comporta le dimissioni di Fakhir, sostituito da Abdelhak Benchikha, ma anche quest'ultimo si dimette, a pochi giorni dalla nomina, per motivi personali. Il 20 giugno 2017 viene nominato allenatore Juan Carlos Garrido, che nel novembre dello stesso anno riesce a guidare i suoi alla vittoria della coppa nazionale, ottenuta contro la Difaâ El Jadida ai tiri di rigore.

### Dal 2018: rinnovamento
Il 6 aprile 2018, cedendo alle pressioni popolari, Said Hasbane si dimette, lasciando l'incarico a Mohamed Aouzal, che torna al timone del club in modo provvisorio. Il 13 settembre dello stesso anno ad Aouzal subentra Jaouad Ziyat, che promette di agire in continuità con l'opera intrapresa dal suo predecessore.
Nel 2018 il Raja vince la Coppa della Confederazione CAF superando in finale i congolesi dell'AS Vita (sconfitti per 3-0 in Marocco e inutilmente vittoriosi per 3-1 in RD Congo).
Nel 2019 si aggiudica per la seconda volta la Supercoppa africana battendo per 2-1 i campioni continentali dell'Espérance.
Nell'ottobre 2020 il Raja torna a vincere il campionato marocchino dopo sette anni, dodicesima volta nella sua storia, al termine di un appassionante duello con i rivali cittadini del Wydad Casablanca risoltosi solo nei minuti finali dell'ultima giornata.
Due trofei internazionali saranno messi in bacheca dal Raja nel 2021, a luglio la Coppa della Confederazione CAF (battendo in finale per 2-1 gli algerini del Jeunesse Sportive de Kabylie) e ad agosto la Coppa dei Campioni araba per club (superando in finale ai tiri di rigore i sauditi del Ittihād Football Club, dopo i tempi regolamentari terminati sul 4-4), mentre a dicembre viene persa la Supercoppa CAF (contro l'Al-Ahly ai tiri di rigore, dopo i tempi regolamentari conclusisi sull'1-1).

## Allenatori e presidenti

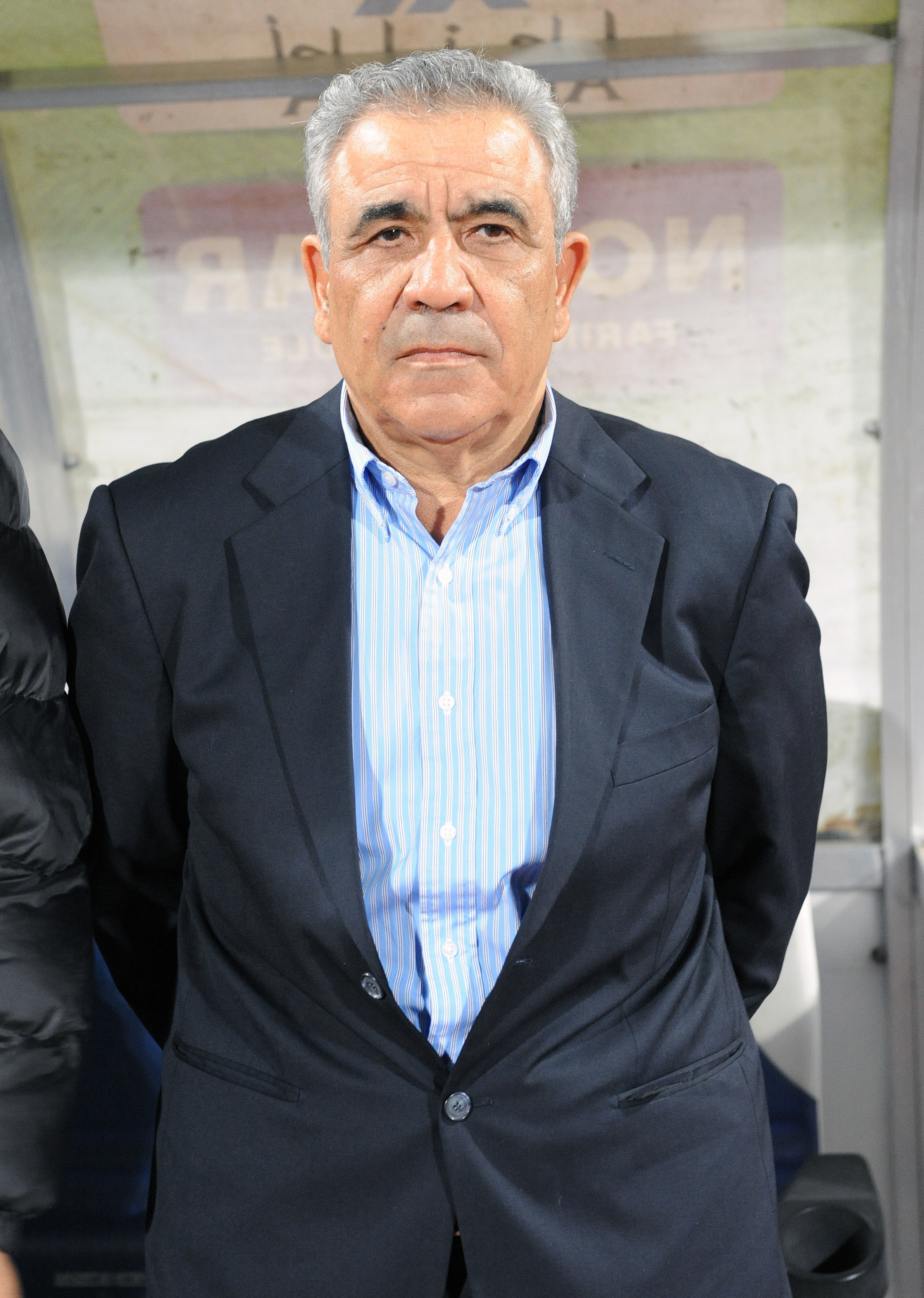
Faouzi Benzarti, allenatore vicecampione del mondo per club nel 2014

- 1949-1955:  Kacem Kassimi
- 1956-1957:  Abdelkader Jalal
- 1958-1968:  Pere Jego
- 1969-1970:  Abdellah Blinda
- 1971-1972:  Francisco Ruiz Paco
- 1972-1975:  Mohamed Tibari
- 1975-1976:  Petre Mândru
- 1976-1979:  Iva Tachkov
- 1979-1983:  Pál Orosz
- 1983-1986:  Ion Motroc
- 1987-1988:  Harmatallah Hassan
- 1989-1990:  Rabah Saadane
- 1991-1996:  Mhamed Fakhir
- 1996-1997:  Alexandru Moldovan
- 1997-1998:  Vahid Halilhodžić
- 1998-2000:  Oscar Fullone
- 2000-2000:  Valdeir Vieira
- 2000-2001:  Alexandru Moldovan
- 2001:  Silvester Takač
- 2001-2002:  Fathi Jamal
- 2002-2003:  Walter Meeuws
- 2003-2004:  Henri Michel
- 2005:  Alexandru Moldovan
- 2005-2006:  Oscar Fullone
- 2007-2008:  Jean-Yves Chay
- 2008-2010:  José Romão
- 2010-2011:  Mhamed Fakhir
- 2011:  Ilie Balaci
- 2011-2012:  Bertrand Marchand
- 2012-2013:  Mhamed Fakhir
- 2013-2014:  Faouzi Benzarti
- 2014:  Abdelhak Benchikha
- 2014-2015:  José Romão
- 2015:  Ruud Krol
- 2015-2016:  Rachid Taoussi
- 2016-2017:  Mohamed Fakhir
- 2017-2019:  Juan Carlos Garrido
- 2019:  Patrice Carteron
- 2019-2021:  Jamal Sellami
- 2021:  Lassaad Chabbi
- 2021-2022:  Marc Wilmots
- 2022:  Rachid Taoussi
- 2022:  Faouzi Benzarti
- 2022-2023 :  Mondher Kebaier
- 2023- :  Josef Zinnbauer

- 1949-1950:   Ben Abadji Hejji
- 1953-1980:  Boujemaa Kadri
- 1981-1984:  Abdellah El Ferdaous
- 1985-1989:  Abdelkader Retnani
- 1990-1992:  Mhamed Aouzal
- 1992-1998:  Abdellah Rhallam
- 1999-2002:  Ahmed Ammor
- 2003-2004:  Abdesslam Hanat
- 2005-2007:  Abdelhamid Souiri
- 2008-2010:  Abdellah Rhallam
- 2011-2012:  Abdeslam Hanat
- 2012-2016:  Mohamed Boudrika
- 2016-2018:  Said Hasbane
- 2018:  Mohammed Aouzal
- 2018-2020:  Jaouad Ziyat
- 2020-2021:  Rachid Andaloussi
- 2021-2022:  Anis Mahfoud
- 2022-2023 :  Aziz El Badraoui
- 2023- :  Mohamed Boudrika

## Palmarès

### Competizioni nazionali
- Campionato marocchino: 13

1987-1988, 1995-1996, 1996-1997, 1997-1998, 1998-1999, 1999-2000, 2000-2001, 2003-2004, 2008-2009, 2010-2011, 2012-2013, 2019-2020, 2023-2024
- Coppa del Marocco: 10

1973-1974, 1976-1977, 1981-1982, 1995-1996, 2001-2002, 2004-2005, 2011-2012, 2016-2017, 2022-2023, 2023-2024

### Competizioni internazionali
- Coppa dei Campioni d'Africa/CAF Champions League: 3

1989, 1997, 1999
- Coppa dei Campioni afro-asiatica: 1

1998
- Supercoppa CAF: 2

1999, 2019
- Coppa CAF: 1

2003
- Coppa della Confederazione CAF: 2

2018, 2020-2021
- Coppa dei Campioni araba per club: 2

2006, 2019-2020

## Organico

### Rosa 2020-2021
Aggiornata al 30 agosto 2021
| N. |                         | Ruolo | Calciatore                    |
| -- | ----------------------- | ----- | ----------------------------- |
| 1  | Marocco (bandiera)      | P     | Anas Zniti                    |
| 2  | Marocco (bandiera)      | C     | Mohamed Douik                 |
| 4  | Camerun (bandiera)      | D     | Fabrice Ngah                  |
| 5  | Marocco (bandiera)      | A     | Mouhcine Moutouali (capitano) |
| 6  | RD del Congo (bandiera) | C     | Fabrice Ngoma                 |
| 8  | Libia (bandiera)        | D     | Sanad Al Ouarfali             |
| 9  | RD del Congo (bandiera) | A     | Ben Malango                   |
| 10 | Marocco (bandiera)      | A     | Mahmoud Benhalib              |
| 11 | Marocco (bandiera)      | A     | Anas Jabroun                  |
| 13 | Marocco (bandiera)      | D     | Marouane Hadhoudi             |
| 14 | Marocco (bandiera)      | A     | Zakaria Habti                 |
| 15 | Marocco (bandiera)      | D     | Ilias Haddad                  |
| 16 | Marocco (bandiera)      | C     | Omar Arjoune                  |
| 18 | Marocco (bandiera)      | A     | Abdelilah Hafidi              |

| N. |                    | Ruolo | Calciatore           |
| -- | ------------------ | ----- | -------------------- |
| 19 | Marocco (bandiera) | C     | Mohamed Zrida        |
| 20 | Marocco (bandiera) | D     | Abdeljalil Jbira     |
| 21 | Marocco (bandiera) | A     | Soufiane Rahimi      |
| 22 | Marocco (bandiera) | P     | Amir El Haddaoui     |
| 23 | Marocco (bandiera) | C     | Mohamed Al Makaazi   |
| 25 | Marocco (bandiera) | D     | Omar Boutayeb        |
| 29 | Marocco (bandiera) | D     | Abdelilah Madkour    |
| 30 | Marocco (bandiera) | A     | Ayoub Nanah          |
| 35 | Marocco (bandiera) | A     | Youssef Bekkari      |
| 47 | Marocco (bandiera) | D     | Oussama Soukhane     |
| 55 | Marocco (bandiera) | C     | Abderrahim Achchakir |
| 77 | Marocco (bandiera) | A     | Noah Sadaoui         |
| 88 | Marocco (bandiera) | P     | Mohamed Bouamira     |
| 98 | Marocco (bandiera) | C     | Zakaria El Wardi     |
|    | Marocco (bandiera) | A     | Hamid Ahadad         |

### Rosa delle stagioni precedenti
- stagione 2010-2011
- stagione 2011-2012